# Acide nitrolique

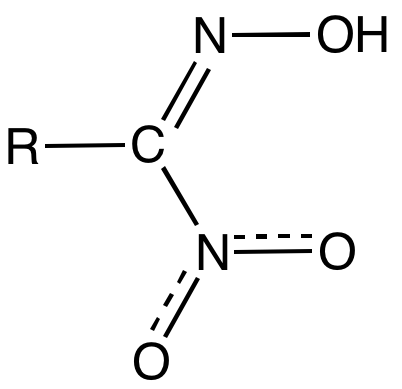
Structure d'un acide nitrolique.

Les acides nitroliques sont une classe de composés organiques comportant un groupe fonctionnel RC(NO2)=NOH.  Ils sont préparés par réaction entre un nitroalcane primaire, une base, et une source de nitrite :
Cette conversion fut montrée pour la première fois par le chimiste allemand Viktor Meyer en 1874, à partir du nitroéthane. La réaction se produit via un intermédiaire, l'anion nitronate.

## Occurrence
La plupart des acides nitroliques ne sont que des curiosités de laboratoire. Une exception est le composé HO2C(CH2)4C(NO2)=NOH, produit par l'oxydation de la cyclohexanone par l'acide nitrique. Cette espèce se décompose alors en acide adipique et en oxyde nitreux :
HO2C(CH2)4C(NO2)=NOH  →  HO2C(CH2)4CO2H  +  N2O
L'acide adipique et un précurseur de nombreux polymères de nylon. Au global, cette réaction produit de l'oxyde nitreux dans un ratio proche de un pour par acide adipique produit. On pense que cette conversion est la plus grande source d'origine anthropique de N2O, un gaz à effet de serre au potentiel 298 fois plus important que celui du dioxyde de carbone.